# Hinako Note
Hinako Note (ひなこのーと Hinako Nōto?) es una serie de manga escrita e ilustrada por Mitsuki. Ha sido serializada en la revista Comic Cune de Kadokawa desde el 27 de agosto de 2014, la cual era originalmente un suplemento de la revista Monthly Comic Alive hasta agosto de 2015. Ha sido compilado en 7 volúmenes tankōbon. Hinako Note también está disponible en el sitio web ComicWalker de Kadokawa Corporation. Una adaptación a serie anime producida por Passione se emitió desde el 7 de abril hasta el 23 de junio de 2017.

## Argumento
Hinako Sakuragi es una joven que le cuesta mucho hablar con otras personas, decide marcharse de su pueblo para ir a estudiar a la preparatoria en Tokio que cuenta con el club de teatro que tanto admira, con lo que vivirá en la residencia Hitotose-sou. Allí conocerá a Kuina, quien adora los libros y comer, a Mayuki un poco mayor aunque no lo parezca y que adora cocinar, y a la dueña Chiaki. Al enterarse de que el club de teatro de la escuela está en receso,  forman su propio club de teatro.

## Personajes
Hinako Sakuragi (桜木 ひなこ Sakuragi Hinako?)
Seiyū: M.A.O
Kuina Natugawa (夏川 くいな Natsugawa Kuina?)
Seiyū: Miyu Tomita
Mayuki Hiiragi (柊 真雪 Hiiragi Mayuki?)
Seiyū: Yui Ogura
Chiaki Ogino (荻野 千秋Ogino Chiaki?)
Seiyū: Hisako Tōjō
Yua Nakajima (中島 ゆあ Nakajima Yua?)
Seiyū: Marika Kōno
Ruriko Kuroyanagi (黒柳 るり子 Kuroyanagi Ruriko?)
Seiyū: Yuri Yoshida

## Media

### Manga
Hinako Note es una serie de manga yonkoma de Mitsuki. Comenzó su serialización en la revista Comic Cune el 27 de agosto de 2014; inicialmente Comic Cune era una "revista en una revista" ubicada en Monthly Comic Alive, luego se volvió independiente de Comic Alive a una revista formal el 27 de agosto de 2015. Hinako Note también está disponible en el sitio web ComicWalker de Kadokawa Corporation. Ha sido compilado en 7 volúmenes tankōbon.

#### Lista de volúmenes
| Volúmenes de manga publicados | Volúmenes de manga publicados | Volúmenes de manga publicados |
| Número                        | Fecha de publicación          | ISBN                          |
| ----------------------------- | ----------------------------- | ----------------------------- |
| 1                             | 27 de agosto de 2015          | ISBN 978-4-04-067745-3        |
| 2                             | 27 de agosto de 2016          | ISBN 978-4-04-068446-8        |
| 3                             | 27 de marzo de 2017           | ISBN 978-4-04-069102-2        |
| 4                             | 27 de mayo de 2017            | ISBN 978-4-04-069164-0        |
| 5                             | 27 de diciembre de 2018       | ISBN 978-4-04-065413-3        |
| 6                             | 27 de marzo de 2020           | ISBN 978-4-04-064359-5        |
| 7                             | 27 de marzo de 2021           | ISBN 978-4-04-680193-7        |

### Anime
Una adaptación a anime de Passione fue anunciada. La serie es dirigida por Toru Kitahata, con Takeo Takahashi acreditado como el director en jefe. El anime se emitió desde el 7 de abril hasta el 23 de junio de 2017. La serie tiene 12 episodios. El opening es A-I-U-E-O Ao! (あ・え・い・う・え・お・あお!?) mientras el ending es Curtain Call!!! (かーてんこーる !!!!! Kāten Kōru!!!!!?) ambos interpretados por Gekidan Hitotose (M.A.O, Miyu Tomita, Yui Ogura, Hisako Tōjō y Marika Kōno). En el episodio 4 hay una canción incluida titulada "Shining Star" interpretada por M.A.O.

#### Lista de episodios
| Núm. | Título | Fecha de emisión    |
| ---- | --- | ------------------- |
| 1    | «Mi talento es, ser un espantapájaros» «Tokugi wa, Kakashi desu» (とくぎは、かかしです)                             | 7 de abril de 2017  |
| 2    | «Comienza aquí» «Koko Kara Hajimaru» (ここからはじまる)                                                             | 14 de abril de 2017 |
| 3    | «Amigas equivocadas» «Tomodachi Kanchigai» (ともだちかんちがい)                                                     | 21 de abril de 2017 |
| 4    | «Heroína espantapájaros» «Kakashi Hiroin» (かかしひろいん)                                                          | 28 de abril de 2017 |
| 5    | «Una chica amable que no es amable» «Yasashikunai Yasashii Ko» (やさしくないやさしいこ)                             | 5 de mayo de 2017   |
| 6    | «Sirvienta, fantasma y el escenario de los sueños» «Meido to Obake to Yume no Butai» (めいどとおばけとゆめのぶたい) | 12 de mayo de 2017  |
| 7    | «Trajes de baño descarriados» «Mayoeru Mizugi» (まよえるみずぎ)                                                     | 19 de mayo de 2017  |
| 8    | «Demasiado esfuerzo» «Ganbari Sugite» (がんばりすぎて)                                                              | 26 de mayo de 2017  |
| 9    | «Entrenamiento intensivo» «Gasshuku Shimasu» (がっしゅくします)                                                     | 2 de junio de 2017  |
| 10   | «De-de-desfile» «Pa-Pa-Pareido» (ぱぱぱれいど)                                                                      | 9 de junio de 2017  |
| 11   | «El año que se va y el año que viene» «Yukutoshi Kurutoshi» (ゆくとしくるとし)                                      | 16 de junio de 2017 |
| 12   | «El lugar soñado» «Akogare no basho» (あこがれのばしょ)                                                             | 23 de junio de 2017 |